# Белорусская партия социалистов-революционеров
Белорусская партия социалистов-революционеров (бел. Беларуская партыя сацыялістаў-рэвалюцыянераў — БПС-Р) — политическая партия, созданная в 1918 году на базе левого народнического крыла Белорусской социалистической громады.

## История
У истоков БПС-Р стояли народные секретари (министры) социальной защиты Полута Бодунова и земледелия Томаш Гриб, вышедшие из Народного секретариата Белорусской Народной Республики в знак протеста против незаконной отправки приветственной телеграммы кайзеру Вильгельму II. Партия оформилась в мае 1918 года из представителей левого крыла БСГ. В организацию вошли также Левон Заяц, Евгений Ладнов, Вацлав Ластовский, Иосиф Мамонько, Степан Некрашевич, Янка Черепук, Фабиан Шантыр.
Социальной базой партии были национальная интеллигенция и крестьяне. Партия выдвигала требования установления диктатуры трудящихся, социализации земли, развития крестьянской кооперации и создания независимого белорусского государства в этнографических границах расселения белорусов и в форме республики. Партия также требовала юридического признания Третьей уставной грамоты БНР 25 марта 1918 года Всебелорусским учредительным собранием.
На территории Белорусской ССР партия продолжала свою деятельность. К 1921 году её численность составляла более 20 тысяч человек, что в четыре раза превышало численность КП(б)Б в аналогичный период. Однако в начале 1921 года БПС-Р была подвергнута разгрому — 860 активных членов партии были арестованы. После этого партия была оттеснена с политической арены, и в июне 1924 года самораспустилась.
В Западной Белоруссии члены партии в 1922 году создали Белорусскую революционную организацию, которая тесно сотрудничала с КПЗБ, а в 1923 году слилась с ней.